# Małomice
Małomice [mawɔˈmʲit͡sɛ], tyska: Mallmitz, är en stad i västra Polen, belägen i distriktet Powiat żagański i Lubusz vojvodskap, vid floden Bóbr. Tätorten hade 3 561 invånare år 2014 och är centralort i en stads- och landskommun med totalt 5 316 invånare samma år.

## Historia
Małomice ligger i det historiska landskapet Schlesien och uppstod ursprungligen som en slavisk bosättning. På 1930-talet hittades rester av kärl som indikerar att orten uppstod mellan år 1000 och år 1200. 
Orten omnämns första gången som by i skriftliga källor 1329. Jordbruk och brytning av myrmalm var de viktigaste näringarna. Omkring år 1572 gavs orten begränsade stadsrättigheter av länsherren von Schoenaich. 1496 uppfördes ett Mariakapell, som senare kom att bli familjen von Kittlitz begravningskapell. Staden protestantiska kyrka uppfördes 1741. Vid Österrikiska tronföljdskrigets slut 1742 blev staden del av kungariket Preussen. Från 1816 var staden del av Landkreis Sprottau i provinsen Schlesien.
Orten var sedan medeltiden huvudort för Mallmitz slottslän, som omfattade stora egendomar i hertigdömena Sagan och Glogau.  Mellan 1400 och 1680 tillhörde området friherrarna von Schoenaich, därefter grevarna von Redern. Genom arv tillföll Mallmitz 1766 borggrevarna von Dohna, i vars ägo egendomen förblev fram till 1945. Det gamla slottet byggdes omkring år 1690 om i barockstil.
Till egendomen hörde flera hammarsmedjor i Mallmitz, Eisenberg, Neuhammer am Queis, Ober Eulau och „Alte Hammer“ mellan Mallmitz och Sprottau. År 1700 fanns sammanlagt 17 hammarsmedjor som bearbetade myrmalm utefter Czerna och Kwisa. 1801 öppnade järnverket Marienhütte som var i drift fram till 1933.
1875 fick Mallmitz järnvägsanslutning via en sidolinje från Arnsdorf nära Liegnitz till Sagan, vilket påskyndade industrialiseringen.
Staden tillföll Folkrepubliken Polen enligt Potsdamöverenskommelsen efter andra världskriget, och döptes då av de polska myndigheterna till Małomice. Både slottet och den protestantiska kyrkan skadades under kriget och ruinerna revs i samband med återuppbyggnaden av staden. Małomice fick 1958 status som stadsliknande tätort och erhöll formella stadsrättigheter 1969.

## Kända invånare
- Nikolaus zu Dohna-Schlodien (1879–1956), tysk greve och sjöofficer.

## Vänorter
- Zeuthen, Brandenburg, Tyskland.